# Сніданок з незнайомцем
«Сніданок з незнайомцем» («Frühstück mit einer Unbekannten») — німецький телефільм 2007 року, знятий режисером Марією фон Геланд.

## Сюжет
Фільм розповідає про боротьбу з глобальною бідністю у формі романтичної комедії і є римейком британського телефільму «Велика вісімка на дев'ятому небі» 2005 року.

## У ролях
- Джулія Єнч: Джина Франке
- Ян Йозеф Ліферс: Лоренс М. Вагнер
- Стефан Курт: Герд Йонас
- Андреа Савацкі: Клаудія Йонас
- Айріс Бербен: Федеральний канцлер
- Юрген Генріх: Клаус Воршмідт
- Сімона Томалла: Пенелопа Циммер
- Катрін Денев: Елегантна леді
- Йордіс Трібель: Мейке
- Томас Кауш: телеведучий
- Алісса Юнг: секретарка
- Пеер Мартіні: Віктор Богатичук

## Знімальна група
- Режисерка — Марія фон Геланд
- Сценарій — Мартін Раугаус
- Продюсер — Яка Бізілль, Джуді Тосселль
- Музика — Моріц Фрайзе
- Оператор — Ґеро Штеффен
- Монтаж — Патриція Роммель, Сільвен Кутанден